# Vallibona
Vallibona è un comune spagnolo situato nella comunità autonoma Valenciana.